# Magdalena Wołłejko
Magdalena Wołłejko (ur. 27 maja 1955 w Warszawie) – polska aktorka teatralna i filmowa, autorka sztuk teatralnych (pseudonim Meggie W. Wrightt), scenariuszy telewizyjnych oraz filmowych (pseudonim Maciej Pisz) i tekstów piosenek.

## Życiorys
Jest córką aktorów Haliny Czengery i Czesława Wołłejki i młodszą siostrą aktorki Jolanty Wołłejko. W 1978 ukończyła studia na Wydziale Aktorskim PWST w Warszawie. Zadebiutowała, będąc dzieckiem w 1962 w filmie Między brzegami. Uczyła się w szkole baletowej, lecz naukę przerwała, aby zagrać w serialu Chłopi. Związana z teatrami warszawskimi Kwadrat (1978–1981 i 1986–1988), Teatrem na Woli (1983–1986), Komedia, Capitol i Syrena.
Była żoną aktora Piotra Skargi i aktora Piotra Polka.

## Filmografia
- 2002–2010: Samo życie – Rita Morek
- 2000: Spotkania, pożegnania (A mi szerelmünk) – Alycia
- 1999: Lot 001 – reżyser
- 1988: Oszołomienie – Joanna Korowiczowa
- 1985: Experiment Eva – Eva (prod. Barandov – Praga)
- 1985: Spowiedź dziecięcia wieku – Pani Daniel
- 1984: 5 dni z życia emeryta – Monika Przedziałek, pracownica pralni
- 1984: Trzy stopy nad ziemią – Mariola
- 1984: Kobieta w kapeluszu – Magda
- 1982: Pensja pani Latter – Joanna
- 1981: Filip z konopi – Krystyna, żona Leskiego
- 1978: Romans Teresy Hennert – Wanda Hennertówna
- 1978: Płomienie – Alicja
- 1977: Akcja pod Arsenałem – Baśka
- 1974: Pójdziesz ponad sadem – Anka
- 1973: Chłopi – Józka Borynianka, córka Macieja
- 1972–1973: Chłopi – Józka Borynianka, córka Macieja
- 1967: Dziadek do orzechów – dama dworu
- 1962: Między brzegami – Madzia

Źródło: Filmpolski.pl.

### Gościnnie
- 1997–2006: Klan – kobieta „chcąca” adoptować dziecko
- 1993: Pamiętnik znaleziony w garbie – asystentka uzdrowiciela Huntera, nie została wymieniona w czołówce
- 1981: Najdłuższa wojna nowoczesnej Europy – Agnieszka Gierusz (odc. 13)
- 1980: Punkt widzenia – Mariola, sekretarka na uczelni
- 1978: 07 zgłoś się – Jolanta Samowicz, koleżanka Jańczakówny (odc. 5)
- 1977–1978: Układ krążenia – Magda, dziewczyna Maćka Bognara
- 1976: Polskie drogi – koleżanka Jadzi

Źródło: Filmpolski.pl.

### Dubbing
- 2015: Bystry Bill – Aśka
- 1998: Rudolf czerwononosy renifer – pani Mądrusia
- 1996: Kosmiczny mecz – Nawt
- 1994: Brzdąc w opałach
- 1992–1999: Niegrzeczni faceci – Deborah
- 1991–1993: Taz-Mania (pierwsza wersja dubbingu) – Konstancja Koala
- 1990–1994: Super Baloo (pierwsza wersja dubbingu) – Lotta Lamur
- 1985–1991: Gumisie – Sani
- 1985-1989: Chwila z bajką – Curly (odc. 24)
- 1984–1991: Mapeciątka (druga wersja dubbingu) – Piggy
- 1981: Ulisses 31 – Aeolia (odc. 6)
- 1981–1989: Smerfy –
  - Pięknotka (odc. 81),
  - Paziowy elf (odc. 83)